# بنائية (فلسفة العلوم)
البنائية هي وجهة نظر في فلسفة العلوم تؤكد أن المعرفة العلمية يتم إنشاؤها من قبل المجتمع العلمي، الذي يسعى إلى قياس وبناء نماذج من العالم الطبيعي. وفقًا للبنائية، فإن العلوم الطبيعية تتكون من بنيات عقلية تهدف إلى شرح التجربة والقياسات الحسية.
حسب البنائية، فإن العالم مستقل عن العقول البشرية، لكن معرفة العالم هي دائمًا بناء إنساني واجتماعي. تعارض البنائية فلسفة الموضوعية، وتحتضن الاعتقاد بأن الإنسان يمكن أن يتعرف على حقيقة العالم الطبيعي لا تتوسطه تقاربات علمية بدرجات مختلفة من الصلاحية والدقة.
وفقًا للبنائيين، لا توجد منهجية واحدة صالحة في العلم، بل توجد مجموعة متنوعة من الأساليب المفيدة.

## انتقادات
وجهت انتقادات عديدة إلى البنائية. الأكثر شيوعًا هو أنه إما يدافع صراحة أو يقلل ضمنيًا من النسبية.
نقد آخر للبنائية هو أنه يرى أن مفاهيم تكوينين اجتماعيين مختلفين مختلفة تمامًا وغير متكافئة. في هذه الحالة، من المستحيل إصدار أحكام مقارنة حول البيانات التي يتم الإدلاء بها وفقًا لكل وجهة نظر عالمية. هذا لأن معايير الحكم نفسها يجب أن تستند إلى بعض النظرة للعالم أو غيرها. إذا كان هذا هو الحال، فإنه يثير تساؤلات حول كيفية إنشاء التواصل بينهما حول حقيقة أو زيف أي بيان معين.
يجادل الفيلسوف فيتغنشتاين غافن كيتشنغ بأن البنائيون عادة ما يفترضون ضمنيًا وجهة نظر حتمية للغة، والتي تقيد بشدة العقول واستخدام الكلمات من قبل أعضاء المجتمعات: فهي ليست مجرد "مبنية" بواسطة اللغة على هذا الرأي ولكنها حرفيًا "التي تحددها". يلاحظ كيتشنغ التناقض هنا: بطريقة ما، فإن المدافع عن البنائية ليس مقيدًا بالمثل. بينما يتم التحكم في الأفراد الآخرين من خلال المفاهيم السائدة في المجتمع، يمكن لمدافع البنائية أن يتجاوز هذه المفاهيم ويرى من خلالها.